# Castlebar
Castlebar (en irlandais : Caisleán an Bharraigh, signifiant « le château de Barry ») est la capitale du comté de Mayo en Irlande. Elle possède un marché très actif et est une des villes qui connaît la plus grande croissance du pays.

## Histoire
Le 27 août 1798, lors de la bataille de Castlebar, les forces françaises et les rebelles irlandais sous le commandement du général Humbert l’ont emporté sur une force de 6 000 Britanniques dans ce qui a été plus tard surnommé la « course de Castlebar » pour se moquer de la vitesse et la distance que les Anglais ont parcouru dans leur fuite. Une éphémère république de Connaught a été proclamée après la victoire et John Moore, le chef de la Société des Irlandais unis de Mayo, a été déclaré son président. Ses restes reposent aujourd'hui dans un endroit de la ville appelé le « Mall ».

## Jumelages
- Ancône,  Italie
- Auray,  France
- Ballymena,  Royaume-Uni
- Dixon,  États-Unis
- Höchstadt an der Aisch,  Allemagne
- Peekskill,  États-Unis